# Société fermière du casino municipal de Cannes
La société fermière du casino municipal de Cannes (SFCMC) est une entreprise française cotée en bourse spécialisée dans l'hôtellerie et l'industrie du jeu d'argent. C'est une filiale de la Société de Participation Deauvillaise, plus connue sous le nom de Groupe Barrière, dont fait également partie le Groupe Lucien Barrière.
La société est basée à Cannes, dans le département des Alpes-Maritimes en région Provence-Alpes-Côte d'Azur, et exploite plusieurs hôtels, dont Le Majestic, situé sur la Croisette.

## Historique

### Le premier casino municipal
La Société fermière du casino municipal de Cannes est créée en 1919 avec à sa tête Eugène Cornuché, entrepreneur connu pour avoir été gérant du casino de Trouville-sur-Mer puis fondateur du casino de Deauville. La même année, le Casino municipal de Cannes, déjà existant, est agrandi et transformé. L'associé de Cornuché, François André, lui succède en 1926 à la direction du casino, qu'il dirigera sans discontinuer jusqu'en 1962. A la mort d'André en 1962, son neveu, Lucien Barrière (qui donnera son nom au groupe familial), lui succède jusqu'en 1990. 

### Elargissement du groupe
En 1952, la SFCMC fait l'acquisition de la Société immobilière et exploitation de l'Hôtel Majestic (SIEHM), qui intègre le groupe. Le Casino municipal est lui démoli en 1979 pour être remplacé par le Palais des festivals et des congrès de Cannes, surnommé le « bunker » en raison de sa forme, construit en 1982 sur son emplacement, conservant un casino en son sein. 
En 1991, sous la direction de Diane Barrière-Desseigne, fille de Lucien Barrière, le groupe s'agrandit à nouveau par le rachat de l'Hôtel Gray d'Albion Cannes, puis en 2003 par la création de la Société Casinotière du Littoral Cannois (SCLC), filiale à 100% de la SFCMC, spécialement conçue pour gérer le nouveau casino Les Princes, qui ouvre l'année suivante.
En 2015, le groupe s'élargit en rachetant le complexe hôtelier Carl Gustaf à Saint-Barth.
En juillet 2023, la holding Fimalac, qui détenait 10% de la SFCMC, se désengage et vend sa participation à la Société de Participation Deauvillaise, holding de la famille Desseigne. Dans le même temps, Dominique Desseigne démissionne et laisse sa place à sa famille Joy Desseigne-Barrière qui devient ainsi présidente du conseil d'administration. 
En janvier 2025, il est annoncé que le groupe Partouche, concurrent du groupe Barrière (et donc concurrent de la SFCMC), va reprendre l'exploitation du casino les Princes.

## Etablissements

### Hôtels
- Le Majestic (Cannes)
- Le Gray d'Albion (Cannes)
- Le Carl Gustaf (Saint-Barthélémy)

### Casino
- Casino Barrière Croisette (Cannes)

## Actionnaires
À la suite de la sortie en juillet 2023 du groupe Fimalac de l'actionnariat de la SFCMC (dont elle détenait 10%), les actionnaires de la société s'organisent comme suit : 
| Actionnaire                                                                              | Part   |
| ---------------------------------------------------------------------------------------- | ------ |
| Société de Participation Deauvillaise (SPD) (holding de la famille Desseigne)            | 67,23% |
| CASINVEST (dont Qatari Diar Real Estate Investment Company est le principal actionnaire) | 25,94% |
| Capital flottant                                                                         | 6,83%  |

## Résultats
Sources : rapports annuels financiers,,,
| Année | Chiffre d'affaires (en millions d'euros) | Effectif     |
| ----- | ---------------------------------------- | ------------ |
| 2024  | 169,3                                    | 850 salariés |
| 2023  | 164                                      | 849          |
| 2022  | 163,1                                    | 810          |
| 2021  | 84,6                                     | 728          |
| 2020  | 67,5                                     | 726          |
| 2019  | 148,9                                    | 777          |
| 2018  | 145,9                                    | 773          |

## Archives
Le fonds d'archives de la Société fermière du Casino municipal de Cannes pour la période 1921-1977 est donné aux archives municipales de Cannes,.